# Red de buses del SIT Arequipa

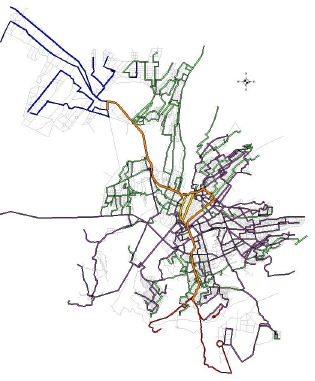
Mapa del recorrido de los buses del SIT.

La red de buses del SIT es el componente operado por buses de la red multimodal del Sistema Integrado de Transporte de Arequipa. La red de buses comprende dos rutas troncales, cuarenta y dos rutas alimentadoras y treinta y cuatro rutas estructurantes.

## Rutas

##### Rutas troncales
| Código                                            | Desde                                       | Hasta                                    |
| ------------------------------------------------- | ------------------------------------------- | ---------------------------------------- |
| BT1                                               | Terminal Pesquero Río Seco (Cerro Colorado) | Urbanización Lara (Socabaya) y Viceversa |
| BT2                                               | Terminal Pesquero Río Seco (Cerro Colorado) | Urbanización Lara (Socabaya) y Viceversa |
| * Las rutas habilitadas operan en ambos sentidos. |                                             |                                          |

##### Rutas estructurantes
| Ruta                                              | Desde                                        | Hasta                                              |
| ------------------------------------------------- | -------------------------------------------- | -------------------------------------------------- |
| T1                                                | Juventud Characato (Characato)               | El Palomar (Cercado)                               |
| T2                                                | Horacio Zeballos G. (Socabaya)               | Seguro Social (Cercado)                            |
| T3                                                | San Bernardo de Chiguata (Paucarpata)        | Terminal Terrestre (J.L.B.Y.R. / Hunter / Cercado) |
| T4                                                | San Bernardo de Chiguata (Paucarpata)        | El Palomar (Cercado)                               |
| T5                                                | Posada de Cristo (Paucarpata)                | El Palomar (Cercado)                               |
| T6                                                | Cerrito Huacsapata (Paucarpata)              | Seguro Social (Cercado)                            |
| T7                                                | Los Olivos (Mariano Melgar)                  | Estadio Melgar IV Centenario (Cercado)             |
| T8                                                | Alto San Martín (Mariano Melgar)             | La Paz (Cercado)                                   |
| T9                                                | Alto Jesús (Paucarpata)                      | Seguro Social (Cercado)                            |
| T11                                               | San Bernardo de Chiguata (Paucarpata)        | 28 de Julio (Cercado)                              |
| T12                                               | Cahuaya Rosaspata (Paucarpata)               | Terminal Terrestre (J.L.B.Y.R. / Hunter / Cercado) |
| T13                                               | La Galaxia (Miraflores)                      | La Merced (Cercado)                                |
| T14                                               | Tomasa Tito Condemayta (Miraflores)          | Terminal Terrestre (J.L.B.Y.R. / Hunter / Cercado) |
| T15                                               | San Luis (Alto Selva Alegre)                 | La Merced (Cercado)                                |
| T16                                               | San Luis (Alto Selva Alegre)                 | Terminal Terrestre (J.L.B.Y.R. / Hunter / Cercado) |
| T17                                               | Señor de las Piedades (Alto Selva Alegre)    | Terminal Terrestre (J.L.B.Y.R. / Hunter / Cercado) |
| T18                                               | Huarangal (Alto Selva Alegre)                | Terminal Terrestre (J.L.B.Y.R. / Hunter / Cercado) |
| T19                                               | Parque Acuático de Tingo (Cercado)           | Plaza Las Américas (Cerro Colorado)                |
| T20                                               | Villa El Triunfo (Sachaca)                   | Las Begonias (J.L.B.Y.R.)                          |
| T21                                               | Centro de Salud Tiabaya (Tiabaya)            | La Merced (Cercado)                                |
| T22                                               | Urb. Betania (J.L.B.Y R.)                    | Terminal Terrestre (J.L.B.Y R. / Hunter / Cercado) |
| T23                                               | La Campiña (Socabaya)                        | La Paz (Cercado)                                   |
| T24                                               | Pueblo de Tradicional de Uchumayo (Uchumayo) | Quiroz (Cercado)                                   |
| T25                                               | Pueblo de Tradicional de Uchumayo (Uchumayo) | Gobierno Regional de Arequipa (Paucarpata)         |
| T26                                               | Pampas Nuevas (Tiabaya)                      | Terminal Terrestre (J.L.B.Y.R. / Hunter / Cercado) |
| T28                                               | Congata (Uchumayo)                           | La Merced (Cercado)                                |
| T29                                               | Pampas del Cusco (Hunter)                    | La Merced (Cercado)                                |
| T30                                               | Villa Sevilla (Hunter)                       | La Merced (Cercado)                                |
| T31                                               | Pampas del Cusco (Hunter)                    | Terminal Terrestre (J.L.B.Y.R. / Hunter / Cercado) |
| T32                                               | Miguel Grau (Paucarpata)                     | Juventud Ferroviaria (Cercado)                     |
| T33                                               | San Bernardo de Chiguata (Paucarpata)        | Terminal Terrestre (J.L.B.Y.R. / Hunter / Cercado) |
| T35                                               | Héroes del Cenepa (Mariano Melgar)           | Terminal Terrestre (J.L.B.Y.R. / Hunter / Cercado) |
| T36                                               | 4 de Octubre (Socabaya)                      | Seguro Social (Cercado)                            |
| T37                                               | Ciudad Blanca (Paucarpata)                   | Terminal Terrestre (J.L.B.Y.R. / Hunter / Cercado) |
| T38                                               | Villa Confraternidad (Alto Selva Alegre)     | Mercado Mayorista Los Incas (J.L.B.Y.R.)           |
| T10                                               | No operativas (sin adjudicar)                | No operativas (sin adjudicar)                      |
| T27                                               | No operativas (sin adjudicar)                | No operativas (sin adjudicar)                      |
| T34                                               | No operativas (sin adjudicar)                | No operativas (sin adjudicar)                      |
| * Las rutas habilitadas operan en ambos sentidos. |                                              |                                                    |

##### Rutas alimentadoras
| Ruta                                              | Desde                                          | Hasta                                              |
| ------------------------------------------------- | ---------------------------------------------- | -------------------------------------------------- |
| A1                                                | Alto Libertad (Cerro Colorado)                 | Álvarez Thomas (Cercado)                           |
| A2                                                | Alto Libertad (Cerro Colorado)                 | Facultad de Medicina - UNSA (Cercado)              |
| A3                                                | Villa Hermosa (Cerro Colorado)                 | Puente Grau (Cercado)                              |
| A4                                                | Pampa de Camarones (Sachaca)                   | SENCICO (Yanahuara)                                |
| A5                                                | 1 de Junio - Zona "B" (Cayma)                  | Terminal Terrestre (J.L.B.Y.R. / Hunter / Cercado) |
| A6                                                | Cerrillo (Characato)                           | Cementerio La Apacheta (J.L.B.Y.R.)                |
| A7                                                | Los Portales (Paucarpata)                      | Cementerio La Apacheta (J.L.B.Y.R.)                |
| A8                                                | Pachacútec (Cerro Colorado)                    | Villa Hermosa (Cerro Colorado)                     |
| A9                                                | Pachacútec (Cerro Colorado)                    | La Libertad (Cerro Colorado)                       |
| A10                                               | Villa Santa Rosa (Paucarpata)                  | Terminal Terrestre (J.L.B.Y.R. / Hunter / Cercado) |
| A11                                               | Horacio Zeballos G. (Socabaya)                 | Estación Sur Lara (Socabaya)                       |
| A12                                               | La Campiña (Socabaya)                          | Estación Sur Lara (Socabaya)                       |
| A13                                               | Ampliación Socabaya (Socabaya)                 | Tasahuayo (Socabaya)                               |
| A14                                               | El Mirador (Alto Selva Alegre)                 | La Salle (Cercado)                                 |
| A15                                               | Cementerio Municipal (Miraflores)              | Seguro Social (Cercado)                            |
| A17                                               | Alto Libertad (Cerro Colorado)                 | Grifo Monterrey (J.L.B.Y.R.)                       |
| A18                                               | El Pasto (Socabaya)                            | Urb. Dolores (J.L.B.Y.R.)                          |
| A19                                               | Ampliación Pampas del Cusco (Hunter)           | Plataforma Andrés A. Cáceres (J.L.B.Y.R.)          |
| A20                                               | La Planicie (Sachaca)                          | Agricultura (J.L.B.Y.R.)                           |
| A21                                               | Peregrinos (Yarabamba)                         | Terminal Terrestre (J.L.B.Y.R. / Hunter / Cercado) |
| A22                                               | La Mansión (Socabaya)                          | Estación Sur Lara (Socabaya)                       |
| A24                                               | Pachacútec (Cerro Colorado)                    | Metro (Cerro Colorado)                             |
| A25                                               | PERUARBO (Cerro Colorado)                      | Estación Norte Río Seco (Cerro Colorado)           |
| A26                                               | 1 de Junio - Zona "B" (Cayma)                  | Puente Bolognesi (Cercado)                         |
| A27                                               | José Luis Bustamante y Rivero (Cerro Colorado) | Estación Norte Río Seco (Cerro Colorado)           |
| A28                                               | Milagros (Yura)                                | Ala Aérea N° 3 (Cerro Colorado)                    |
| A29                                               | Sor Ana de los Ángeles (Cerro Colorado)        | Estación Norte Río Seco (Cerro Colorado)           |
| A30                                               | Los Ángeles del Sur (Cerro Colorado)           | Estación Norte Río Seco (Cerro Colorado)           |
| A31                                               | Mujeres con Esperanza (Cayma)                  | Zamácola (Cerro Colorado)                          |
| A32                                               | Jardines de Chachani (Cerro Colorado)          | Zamácola (Cerro Colorado)                          |
| A33                                               | Las Flores (Cerro Colorado)                    | Zamácola (Cerro Colorado)                          |
| A34                                               | Mujeres con Esperanza (Cayma)                  | Plataforma Andrés A. Cáceres (J.L.B.Y.R.)          |
| A35                                               | Betania (J.L.B.Y.R.)                           | Parque Pablo VI (Cercado)                          |
| A36                                               | Los Pioneros (Cayma)                           | Quesada (Yanahuara)                                |
| A37                                               | Ciudad Municipal (Cerro Colorado)              | Estación Norte Río Seco (Cerro Colorado)           |
| A38                                               | Milagros (Yura)                                | Plataforma Andrés A. Cáceres (J.L.B.Y.R.)          |
| A39                                               | Los Pioneros (Cayma)                           | Zamácola (Cerro Colorado)                          |
| A40                                               | Javier Heraud (Alto Selva Alegre)              | La Paz (Cercado)                                   |
| A41                                               | Villa Ecológica (Alto Selva Alegre)            | Goyeneche (Cercado)                                |
| A42                                               | UPIS Paisajista (Hunter)                       | Álvarez Thomas (Cercado)                           |
| A43                                               | Berlín (Mariano Melgar)                        | La Paz (Cercado)                                   |
| A44                                               | Los Cristales (Socabaya)                       | Parque Lambramani (Cercado)                        |
| A16                                               | No Operativas (sin adjudicar)                  | No Operativas (sin adjudicar)                      |
| A23                                               | No Operativas (sin adjudicar)                  | No Operativas (sin adjudicar)                      |
| * Las rutas habilitadas operan en ambos sentidos. |                                                |                                                    |

## Buses
Los buses urbanos que servirán en el SIT de la Ciudad de Arequipa han sido diseñados para mover grandes cantidades de pasajeros, dentro de un sistema integrado de transporte público. Estos vehículos operarán por períodos extendidos sin interrupción, en rutas que en ocasiones tienen pendientes pronunciadas, curvas cerradas y vías bastante estrechas, dentro de una fuerte radiación solar. Estas circunstancias operacionales, ambientales y topográficas han determinado ciertas características de diseño de buses, que se presentan en la siguiente tabla.
| Vehículos de la red de buses del SIT Arequipa | Vehículos de la red de buses del SIT Arequipa | Vehículos de la red de buses del SIT Arequipa | Vehículos de la red de buses del SIT Arequipa |
| Cuenca 1                                      | Cuenca 1                                      | Cuenca 2                                      | Cuenca 3                                      |
| --------------------------------------------- | --------------------------------------------- | --------------------------------------------- | --------------------------------------------- |
|                                               |                                               |                                               |                                               |
| Cuenca 4                                      | Cuenca 5                                      | Cuenca 6                                      | Cuenca 7                                      |
|                                               |                                               |                                               |                                               |
| Cuenca 8                                      | Cuenca 9                                      | Cuenca 10                                     | Cuenca 11                                     |
|                                               |                                               |                                               |                                               |